# Petronella de la Court
Petronella de la Court (geboren am 24. August 1624 in Leiden; gestorben am 22. März 1707 in Amsterdam) war eine niederländische Kunstsammlerin.

## Leben
Petronella de la Court wurde am 24. August 1624 in Leiden geboren. Sie war die älteste Tochter des Bäckers Nicolaas de la Court (vor 1600–1650) und Tanneke de Tailleur (ca. 1600–1668) und hatte acht weitere Geschwister. Sie heiratete am 24. August 1649 in Leiden den Seidenstoffhändler und späteren Brauer Adam Oortmans (1622–1684). Aus dieser Ehe gingen zehn Kinder hervor, von denen drei Töchter und drei Söhne das Erwachsenenalter erreichten.
Ihr Vater und sein Bruder Pieter waren wohlhabende Einwanderer aus Yperen. Pieter de la Court war in der Leidener Tuchindustrie beschäftigt. Die Familie war reformiert und besuchte die Hooglandse-Kirche, wo auch die Kinder getauft wurden und die Familie ein eigenes Grab hatte. Petronella heiratete Adam Oortmans, einen Cousin ersten Grades, in Amsterdam. Nach der Hochzeit zog sie nach Amsterdam, dort betrieb ihr Mann ein Seidentuchgeschäft. 1657 kaufte das Ehepaar Oortmans-de la Court die Brauerei De Zwaan am Singel. Diese war bereits zu der Zeit ein großer Komplex aus mehreren Häusern, zu dem später weitere Gebäude hinzugefügt wurden. Die Brauerei war sehr profitabel und die Familie Oortmans-de la Court konnte daher viel Geld für den Ankauf von Kunst ausgeben. Das Paar hatte zehn Kinder. Diese wurden zwischen 1650 und 1662 geboren. Die älteste Tochter starb ein Jahr nach der Geburt.
de la Court begann einige Jahre nach der Hochzeit mit dem Aufbau der Kunstsammlung. Als diese nach ihrem Tod im Jahr 1707 versteigert wurde, gab es spezielle Auktionen für Porzellan, Gemälde, Raritäten und Zeichnungen. Diese  hatte sie in mehr als 50 Jahren zusammengetragen. Es wurden 150 Gemälde, hauptsächlich zeitgenössische, aber auch ältere Meister, darunter siebzehn Familienporträts, versteigert. Der Schwerpunkt lag auf Genrebildern, insbesondere von Leidener Malern, und auf italienischen Landschaften. de la Court besaß vier Gemälde von Frans van Mieris, darunter das bekannte „Doktersvisite“, und war die Mäzenin seiner Söhne, der Maler Jan und Willem van Mieris. Zu ihrer Sammlung gehörte auch „Achilles unter den Jungfrauen“ von Gerard de Lairesse. Vom Schnitzer Francis van Bossuit besaß sie vierzehn Objekte. Die Statue „Mars“ und das Relief „Venus und Adonis“ befinden sich heute im Rijksmuseum. In ihrer Kuriositätensammlung befanden sich Muscheln und Edelsteine. Fünf ihrer Muscheln sind als außergewöhnliche Exemplare im D'Amboinse-Raritätenraum von G.E. aufgeführt. Sie besaß auch viele Muscheln, die vom Perlmuttgraveur Cornelis Bellequin graviert wurden. Auch ihre Sammlung an Zeichnungen und Drucken war sehr umfangreich, zu ihnen gehörten Drucke von Lucas van Leiden, Rembrandt und weiteren. Zudem Aquarelle von Willem van Mieris.

### Puppenhaus

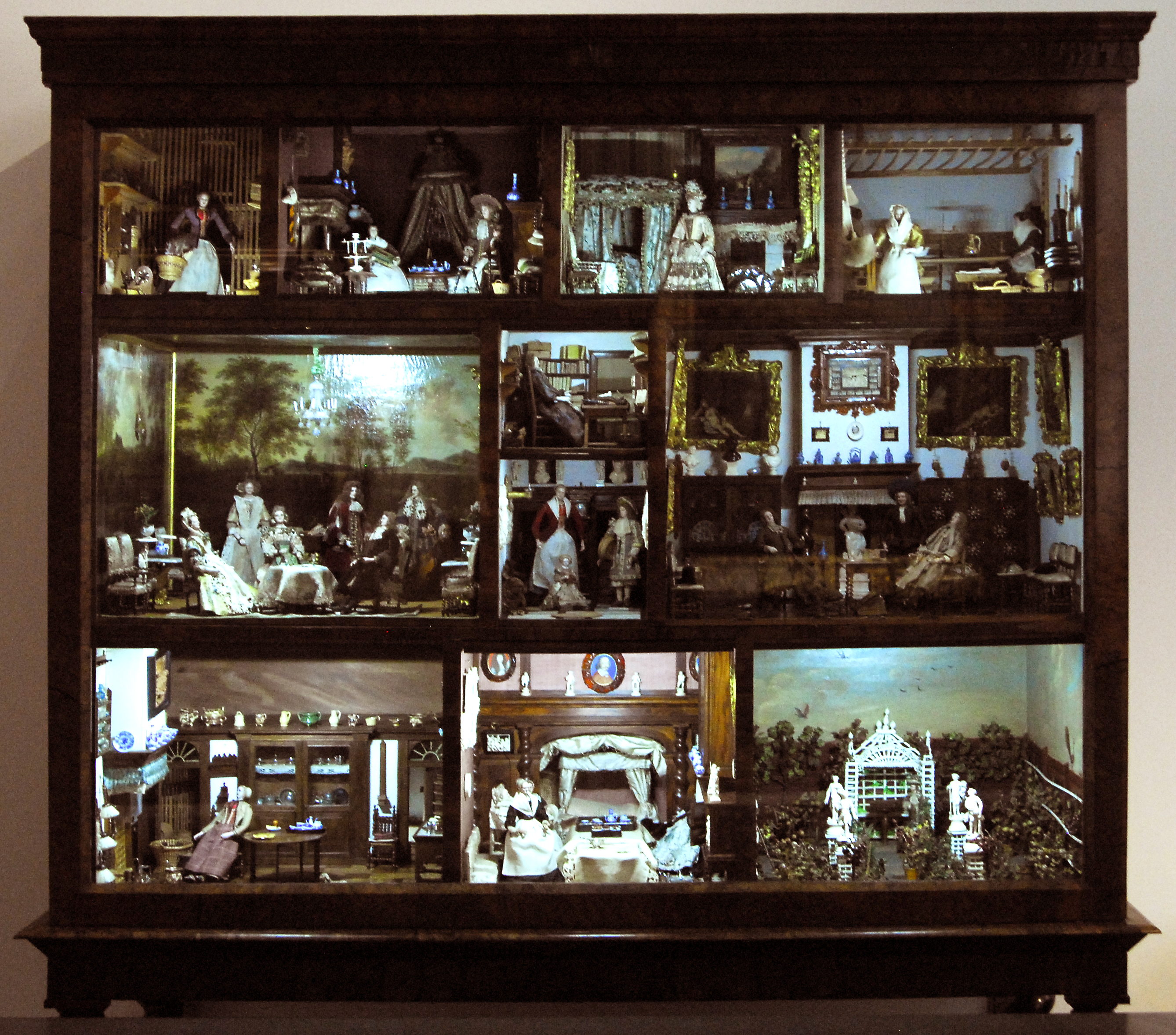
Puppenhaus von de la Court

Zu ihren Kunstwerken gehörte auch ihr Puppenhaus. Es befindet sich heute im Centraal Museum Utrecht. Nach ihrem Tod blieb es noch einige Zeit im Familienbesitz. In der Aufteilung und Einrichtung entsprach es etwa ihrem eigenen Zuhause. Insbesondere der Kunstraum des Puppenhauses bezieht sich auf den weißen Raum in ihrem Haus und war als Kunstraum eingerichtet. Es enthält viele Miniaturobjekte, die einen originalgetreuen Eindruck von der Einrichtung eines Hauses aus dem 17. Jahrhundert vermitteln. Zur Einrichtung gehören auch 28 Puppen. Davon befinden sich sechs Puppen in einem von Frederik de Moucheron bemalten Raum und machen Musik. Zudem befinden sich Kunstgegenstände im Puppenhaus, die auch zu ihrer Kunstsammlung gehörten. Es repräsentierte so das Leben von de la Court. Das Entbindungszimmer und das Kinderzimmer gehören zu den ersten Jahren ihrer Ehe, im Büro hängt ein Stempel mit den Initialen ihres Mannes und der Kunstraum ist ein Symbol ihrer großen und bedeutenden Sammlung.
de la Court führte nach dem Tod ihres Mannes im Jahr 1684 die Brauerei unabhängig weiter. Ihre Söhne Nicolaes und Adam unterstützten sie dabei. Als ihre Söhne Adam und Willem geschäftliche Rückschläge erlebten, gab Petronella ihnen mehr als ihr Erbe, um dem Bankrott zu entgehen. Die anderen Kinder erhielten ihren Anteil nach der Versteigerung der Sammlungen und der Schätzung der Brauerei. Alle Kinder kehrten schließlich in die Brauerei zurück, um dort ihre letzten Tage zu verbringen. Die Brauerei wurde Ende des 18. Jahrhunderts von den Erben verkauft und geschlossen.